# Méricourt-l'Abbé
Méricourt-l'Abbé là một xã ở tỉnh Somme, vùng Hauts-de-France, Pháp.

## Địa lý
Thị trấn này tọa lạc trên đường D120, khoảng 15 dặm Anh về phía đông bắc của Amiens, hai bên bờ sông Ancre.

## Dân số
| 1962                                                           | 1968 | 1975 | 1982 | 1990 | 1999 |
| -------------------------------------------------------------- | ---- | ---- | ---- | ---- | ---- |
| 366                                                            | 375  | 391  | 443  | 443  | 483  |
| Số liệu điều tra dân số từ năm 1962, dân số không tính hai lần |      |      |      |      |      |